# Isolierter Punkt
In der Topologie ist ein Element {\displaystyle a} einer Menge {\displaystyle X} ein isolierter Punkt, wenn es eine Umgebung von {\displaystyle a} gibt, in der (außer {\displaystyle a}) keine weiteren Elemente von {\displaystyle X} liegen. Ein Punkt {\displaystyle a\in X} ist also genau dann isoliert, wenn {\displaystyle a} kein Häufungspunkt von {\displaystyle X} ist.
Ist jeder Punkt eines topologischen Raumes isoliert, nennt man den Raum diskret.

## Definition
Sei {\displaystyle (X,d)} ein metrischer Raum und {\displaystyle A\subset X}. Ein Punkt {\displaystyle a\in A} heißt isolierter Punkt von A, wenn es {\displaystyle \varepsilon >0} gibt mit {\displaystyle \ U_{\varepsilon }(a)\cap A=\{a\}}.

## Beispiele
Die folgenden Beispiele benutzen Teilmengen der reellen Zahlen mit der üblichen Topologie.
- In der Menge {\displaystyle \{0\}\cup [1,2]} ist {\displaystyle 0} ein isolierter Punkt.
- In der Menge {\displaystyle \{{\tfrac {1}{2}},{\tfrac {2}{3}},{\tfrac {3}{4}},\dots \}\cup \{1\}} ist jedes der Elemente {\displaystyle {\tfrac {n}{n+1}}} ein isolierter Punkt, aber {\displaystyle 1} ist kein isolierter Punkt.
- In der Menge der natürlichen Zahlen {\displaystyle \mathbb {N} =\{0,1,2,\dots \}} sind alle Elemente isolierte Punkte. Es handelt sich also um einen diskreten Raum.